# Valencia CF
Valencia Club de Fútbol, pogosto imenovana Valencia CF ali preprosto Valencia, je španski profesionalni nogometni klub iz Valencie, ki nastopa v španski La Ligi. Valencia je osvojila veliko trofej med njimi pa so šest naslovov La Lige, osem naslovov Cope del Rey, eno Supercopo de España in eno Copo Eva Duarte. V evropskih tekmovanjih so osvojile dve Evropa Ligi (takrat imenovana Inter-Cities Fair Cup), še eno Ligo Evropo pod takratnim imenom pokal UEFA, še eno Evropa Ligo takrat imenovano UEFA Cup Winners Cup, dva UEFA Super Pokala in še en pokal Intertoto. Dvakrat jim je zapored uspelo priti do dveh finalov Lige Prvakov, leta 2000 so izgubili proti rivalom v La Ligi, Real Madridu in v 2001 po kazenskih strelih proti nemškemu klubu Bayern München. Rezultat je bil 1:1, v tem času pa je za klub igral tudi bivši športni direktor NK Maribora Zlatko Zahović. Valencia je bila tudi članica skupine G-14 (skupina vodilnih evropskih nogometnih klubov od leta 2000 do leta 2008) in od njenega konca je članica prvotnih klubov Evropske klubske zveze. Skupaj je Valencia dosegla sedem večjih evropskih finalov, medtem je zmagala v štirih. 
Valencia je bila ustanovljena leta 1919 in od leta 1923 svoje domače tekme igra na Mestalli s kapaciteto 55.000 sedežih. Leta 2013 naj bi se preselili na stadion Nou Mestalla na severozahodu mesta, vendar je bil končni datum selitve preložen zaradi stalnih finančnih težav.
Valencia je četrti najbolj podprt nogometni klub v Španiji, takoj za Real Madridom, Barcelono in Atlético Madridom. Je tudi eden izmed največjih klubov na svetu po številu zvestih navijačev, z več kot 50.000 imetniki sezonskih vstopnic in še 20.000+ imetnikov sezonskih vstopnic na čakalnem seznamu, ki jih bo mogoče uporabiti na Nou Mestalli, ki bo premogla 75.000 sedežev.
Z leti je klub dosegel globalni ugled za svojo pomembno mladinsko akademijo, ali po njihovo "Acadèmia." Igralci njihove akademije vključujejo svetovne talente, kot so Raúl Albiol, Andrés Palop, Miguel Ángel Angulo, Javier Farinos, David Albelda, Gaizka Mendieta in David Silva. Zvezde, ki so pa diplomirale v zadnjih letih pa so Isco, Jordi Alba, Juan Bernat, José Gayà, Carlos Soler, Ferran Torres in Paco Alcácer. V sedemdesetih letih dvajsetega stoletja je v Valencii igral tudi po mnenju nekaterih "najboljši slovenski nogometaš vseh časov" Brane Oblak.

## Nakupi in prodaje
| 1  | Gonçalo Guedes     | 40,000,000 | Paris Saint-Germain    | 2018 |
| 2  | Jasper Cillessen   | 35,000,000 | Barcelona              | 2019 |
| 3  | Rodrigo            | 30,000,000 | Benfica                | 2015 |
| 4  | Álvaro Negredo     | 28,000,000 | Manchester City        | 2014 |
| 5  | Joaquín            | 25,000,000 | Real Betis             | 2006 |
| 5  | Enzo Pérez         | 25,000,000 | Benfica                | 2015 |
| 5  | Geoffrey Kondogbia | 25,000,000 | Internazionale         | 2018 |
| 8  | Pablo Aimar        | 24,000,000 | River Plate            | 2001 |
| 9  | Aymen Abdennour    | 22,000,000 | Monaco                 | 2015 |
| 10 | Ezequiel Garay     | 20,000,000 | Zenit Saint Petersburg | 2016 |

| 1 | Gaizka Mendieta  | 48,000,000 | Lazio             | 2001 |
| 2 | Nicolás Otamendi | 45,000,000 | Manchester City   | 2015 |
| 3 | Shkodran Mustafi | 41,000,000 | Arsenal           | 2016 |
| 4 | João Cancelo     | 40,400,000 | Juventus          | 2018 |
| 5 | David Villa      | 40,000,000 | Barcelona         | 2010 |
| 6 | André Gomes      | 35,000,000 | Barcelona         | 2016 |
| 7 | David Silva      | 33,000,000 | Manchester City   | 2010 |
| 8 | Claudio López    | 32,000,000 | Lazio             | 2000 |
| 9 | Paco Alcácer     | 30,000,000 | Barcelona         | 2016 |
| 9 | Roberto Soldado  | 30,000,000 | Tottenham Hotspur | 2013 |

## Lovorike

### Domače
- La Liga

Zmagovalci (6): 1941–42, 1943–44, 1946–47, 1970–71, 2001–02, 2003–04
Podprvaki (6): 1947–48, 1948–49, 1952–53, 1971–72, 1989–90, 1995–96
- Copa del Rey

Zmagovalci (8): 1941, 1948–49, 1954, 1966–67, 1978–79, 1998–99, 2007–08, 2018–19
Podprvaki (9): 1934, 1944, 1944–45, 1946, 1952, 1969–70, 1970–71, 1971–72, 1994–95
- Supercopa de España

Zmagovalci (1): 1999
Podprvaki (3): 2002, 2004, 2008
- Copa Eva Duarte (Prejšnje ime za Supercopo de España)

Zmagovalci (1): 1949
Podprvaki (1): 1947
- Copa Presidente FEF (Prejšnje ime za Supercopo de España)

Podprvaki (1): 1947

### Mednarodne
- Liga Prvakov

Podprvaki (2): 1999–2000, 2000–01
- European Cup Winners' Cup

Zmagovalci (1): 1979–80
- Evropska Liga

Zmagovalci (1): 2003–04
- Inter-Cities Fairs Cup

Zmagovalci (2): 1961–62, 1962–63
Podprvaki (1): 1963–64
- European Super Cup/UEFA Super Cup

Zmagovalci (2): 1980, 2004
- UEFA Intertoto Pokal

Zmagovalci (1): 1998
Podprvaki (1): 2005